# Atesta latifasciata
Atesta latifasciata är en skalbaggsart som beskrevs av Wang 1993. Atesta latifasciata ingår i släktet Atesta och familjen långhorningar. Inga underarter finns listade.